# Hiroshi Kamiya
Pour les articles homonymes, voir Kamiya.
Hiroshi Kamiya (神谷 浩史, Kamiya Hiroshi), né le 28 janvier 1975 à Matsudo, dans la préfecture de Chiba au Japon, est un seiyū, chanteur et narrateur japonais qui travaille pour Aoni Production.
Il est principalement connu pour être la voix de Koyomi Araragi dans Monogatari, Livaï Ackerman dans L'Attaque des Titans, Kusuo Saiki de Saiki Kusuo no Ψ nan, Yato dans Noragami, Natsume Takashi dans Le Pacte des Yōkai, Akashi Seijuro dans Kuroko's Basket, ou encore Trafalgar Law dans One Piece.

## Biographie
En 3e année de lycée, il adhère au club de théâtre qu'un ami a formé et gagne un prix pour sa performance lors d'un concours. Il se destine ensuite au métier de comédien et rejoint Aoni Juku (青二塾), actuel Aoni Production.

### Vie privée
Le 1er janvier 2025, Hiroshi Kamiya et Rina Aizawa annoncent leur mariage prochain.

## Doublage

### Séries d’animation
| Année | Anime                                                       | Rôle                                                                  |
| ----- | ----------------------------------------------------------- | --------------------------------------------------------------------- |
| 1993  | Aoki Densetsu Shoot!                                        |                                                                       |
| 1994  | Marmalade Boy                                               | Ami de Ginta (épisode 24)                                             |
| 1994  | Tsuyoshi Shikkari Shinasai                                  | Garçon                                                                |
| 1995  | Captain Tsubasa                                             | Hanji Urabe, JOL                                                      |
| 1995  | Chibi Maruko-chan                                           | Hiroshi Takeda                                                        |
| 1995  | Kiteretsu Daihyakka                                         | Akihiko Nonoka (deuxième voix)                                        |
| 1995  | Magical Girl Pretty Sammy                                   | Majoto Mizushina                                                      |
| 1996  | Dragon Ball GT                                              | Poberu (épisode 1), Ronge (épisode 25)                                |
| 1996  | Gokinjo, une vie de quartier                                | Élève masculin                                                        |
| 1996  | Rémi sans famille                                           | Garçon                                                                |
| 1996  | Slayers Next                                                |                                                                       |
| 1997  | Adrien le sauveur du monde                                  | Garçon (épisode 3)                                                    |
| 1998  | Bomberman B-Daman Bakugaiden                                | Ganmanbon                                                             |
| 1998  | DT Eightron                                                 | Ryō                                                                   |
| 1998  | Maico 2010                                                  | Yunfa                                                                 |
| 1998  | Trigun                                                      | Zazie the Beast                                                       |
| 1998  | Yu-Gi-Oh!                                                   | Membre du comité                                                      |
| 1999  | Corrector Yui                                               | Takashi Fuji                                                          |
| 1999  | Jibaku-kun                                                  | Kai                                                                   |
| 1999  | Majutsushi Orphen                                           | Élève                                                                 |
| 1999  | Master Keaton                                               | Shinsuke Funasu                                                       |
| 1999  | One Piece                                                   | Pirate A                                                              |
| 1999  | Shūkan Story Land                                           | Takuya                                                                |
| 2001  | Alliance défensive de la famille                            | Atsushi Yatsushiro                                                    |
| 2001  | Beyblade                                                    | Sanguinex                                                             |
| 2001  | Gals!                                                       | Rei Otohata                                                           |
| 2001  | Offside                                                     | Katsuhiko Hibino                                                      |
| 2001  | Noir                                                        | Dominic (épisodes 8 et 9)                                             |
| 2002  | Atashin'chi                                                 | Takada                                                                |
| 2002  | Kanon                                                       | Kuze                                                                  |
| 2002  | Digimon Frontier                                            | Koji Minamoto, Wolfmon, Galfmon, BeoWolfmon, MagnaGarurumon           |
| 2002  | Baby Baachan                                                | Hideki Jingūji                                                        |
| 2002  | Mirage of Blaze                                             | Kojirō Date                                                           |
| 2002  | MegaMan NT Warrior                                          | Narcy Hide                                                            |
| 2003  | Beyblade G Revolution                                       | Garland                                                               |
| 2003  | Green Green                                                 | Kenichi Hotta                                                         |
| 2003  | L/R: Licensed by Royalty                                    | Bryan                                                                 |
| 2003  | Mirumo                                                      | Takumi Kiryū                                                          |
| 2003  | One Piece                                                   | Eddy                                                                  |
| 2003  | Pokémon                                                     | Hiromi (épisode 308)                                                  |
| 2003  | Sonic X                                                     | Membre de l'équipe S                                                  |
| 2003  | Tank Knights Fortress                                       | Duel Carry/Dag                                                        |
| 2003  | Ultra maniac                                                | Tetsushi Kaji                                                         |
| 2003  | Zatchbell                                                   | Eita Kobozuka                                                         |
| 2004  | Agatha Christie's Great Detectives Poirot and Marple        | John (épisode 1)                                                      |
| 2004  | Desert Punk                                                 | Makoto Kawazu                                                         |
| 2004  | Diamond Daydreams                                           | Jingū                                                                 |
| 2004  | Superior Defender Gundam Force                              | Capitaine Gundam, Shute (adulte), Otama Zako, Soldat Zako A-autre     |
| 2004  | Gantz                                                       | Masanabu Hōjō                                                         |
| 2004  | Samurai_Gun                                                 | Yoshinobu Ichikawa, Nyozoro                                           |
| 2004  | Tsukuyomi - Moon Phase                                      | Kōhei Morioka                                                         |
| 2004  | Hamtaro                                                     | Toshio (épisode 182)                                                  |
| 2004  | Burn-Up Scramble                                            | Wonderful person                                                      |
| 2004  | Phénix                                                      | О̄ji О̄tomo                                                             |
| 2004  | Bobobo-bo Bo-bobo                                           | Mr Ko-Conuts, chien, employé de station service, devin Hajike         |
| 2004  | Monkey_Turn                                                 | Ryūichirō Okita                                                       |
| 2004  | Ring ni kakero                                              | Takeshi Kawai                                                         |
| 2004  | Rockman.EXE Stream                                          | Narcy Hide                                                            |
| 2004  | Mirumo!                                                     | Takumi Kiryū                                                          |
| 2005  | La Loi d'Ueki                                               | Mario                                                                 |
| 2005  | Gunparade March                                             | Nakatoshi Iwasaki                                                     |
| 2005  | Canvas 2: Niji Iro no Sketch                                | Shōgo Hōsen                                                           |
| 2005  | Cluster Edge                                                | Rhodo Chrosite                                                        |
| 2005  | Damekko Dōbutsu                                             | Peganosuke                                                            |
| 2005  | Tsubasa Reservoir Chronicle                                 | Kiefer (Épisode 16)                                                   |
| 2005  | Honey and Clover                                            | Yûta Takemoto                                                         |
| 2005  | Pani poni dash!                                             | Tsurugi Inugami, Seigneur Chat, commerçant, subordonné extraterrestre |
| 2005  | Battle B-Daman                                              | Yagi                                                                  |
| 2005  | Play Ball                                                   | Aiki                                                                  |
| 2006  | Ergo Proxy                                                  | Employé du bureau de la sécurité (épisode 2)                          |
| 2006  | Gakuen Heaven                                               | Kaoru Saionji                                                         |
| 2006  | Sergent Keroro                                              | Oro Cunningham, Extra-terrestre 00 (épisode 253, partie B)            |
| 2006  | Zegapain                                                    | Tōya Hayase, Neko-nyan                                                |
| 2006  | Honey and Clover                                            | Yûta Takemoto                                                         |
| 2006  | Crash B-Daman                                               | Teruma Kamioka                                                        |
| 2006  | Fate/stay night                                             | Shinji Matō                                                           |
| 2006  | Princess Princess                                           | Shûya Arisada                                                         |
| 2006  | Ring ni Kakero                                              | Takeshi Kawai                                                         |
| 2006  | Rockman EXE Beast                                           | Hide Narcy                                                            |
| 2006  | Wa Wa Wa Wappi-chan                                         | Tono-kun                                                              |
| 2007  | El cazador de la bruja                                      | Okama A                                                               |
| 2007  | Kishin Taisen Gigantic Formula                              | Masahito Ōguro                                                        |
| 2007  | Gundam 00                                                   | Tieria Erde                                                           |
| 2007  | The Galaxy Railways                                         | Claus                                                                 |
| 2007  | Gintama                                                     | Nigō Gomaru                                                           |
| 2007  | Code-E                                                      | Adol Brinberg                                                         |
| 2007  | Sayonara Monsieur Désespoir                                 | Nozomu Itoshiki, Mikoto Itoshiki, Kōji Kumeta                         |
| 2007  | Shion no Ō                                                  | Kobayashi                                                             |
| 2007  | Shinkyoku Sōkai Polyphonica                                 | Phoron Tatara                                                         |
| 2007  | Digimon Data Squad                                          | Craniamon (épisodes 39-48)                                            |
| 2007  | La Quête de Deltora                                         | Oacus                                                                 |
| 2007  | Nodame Cantabile                                            | Tomohito Kimura                                                       |
| 2007  | Hidamari Sketch                                             | Chokoyama                                                             |
| 2007  | Moonlight Mile (en)                                         | Mike                                                                  |
| 2007  | One Piece                                                   | Capitaine                                                             |
| 2008  | Gundam 00                                                   | Tieria Erde                                                           |
| 2008  | Sayonara Monsieur Désespoir                                 | Nozomu Itoshiki, Mikoto Itoshiki                                      |
| 2008  | Tytania                                                     | Louis Edmond Pages                                                    |
| 2008  | Le Pacte des Yōkai                                          | Takashi Natsume                                                       |
| 2008  | Hakushaku to Yōsei                                          | Paul Ferman                                                           |
| 2008  | Hidamari Sketch                                             | Chokoyama                                                             |
| 2008  | Macross Frontier                                            | Michael Blanc                                                         |
| 2008  | Code-E                                                      | Adol Brinberg                                                         |
| 2008  | Monochrome Factor                                           | Asamura Kengo                                                         |
| 2009  | Kobato                                                      | Takashi Doumoto                                                       |
| 2009  | Shinkyoku Sōkai Polyphonica                                 | Phoron Tatara                                                         |
| 2009  | Sayonara Monsieur Désespoir                                 | Nozomu Itoshiki, Mikoto Itoshiki                                      |
| 2009  | Le Pacte des Yōkai                                          | Takashi Natsume                                                       |
| 2009  | Bakemonogatari                                              | Koyomi Araragi                                                        |
| 2009  | One Piece                                                   | Trafalgar Law                                                         |
| 2009  | Miracle Train                                               | Riku Nakano                                                           |
| 2010  | Angel Beats!                                                | Yuzuru Otonashi                                                       |
| 2010  | Arakawa Under the Bridge                                    | Kō Ichinomiya                                                         |
| 2010  | Arakawa Under the Bridge*2                                  | Kō Ichinomiya                                                         |
| 2010  | Dōbutsu Kankyō Kaigi                                        | Dr Rabbi le lapin                                                     |
| 2010  | Durarara!!                                                  | Izaya Orihara                                                         |
| 2010  | Nura : Le Seigneur des Yokaï                                | Senba-sama                                                            |
| 2010  | Ring ni Kakero                                              | Takeshi Kawai                                                         |
| 2010  | Togainu no Chi                                              | Yukihito                                                              |
| 2010  | Uragiri                                                     | Kuroto Hōrai                                                          |
| 2010  | Working!!                                                   | Hirōmi Sōma                                                           |
| 2011  | Blue Exorcist                                               | Mephisto Pheles                                                       |
| 2011  | Dragon Crisis!                                              | Onyx                                                                  |
| 2011  | Fractale                                                    | Korin                                                                 |
| 2011  | Le Pacte des Yōkai                                          | Takashi Natsume                                                       |
| 2011  | Maji de Watashi ni Koi Shinasai!                            | Yamato Naoe                                                           |
| 2011  | Ring ni Kakero                                              | Takeshi Kawai                                                         |
| 2011  | Sekai-ichi hatsukoi                                         | Yanase Yuu                                                            |
| 2011  | Sekai-ichi hatsukoi 2                                       | Yanase Yuu                                                            |
| 2011  | Starry Sky                                                  | Miyaji Ryunosuke                                                      |
| 2011  | Working'!!                                                  | Hirōmi Sōma                                                           |
| 2011  | Xi Avant                                                    | Kaoru Takamura                                                        |
| 2011  | Yondemasuyo, Azazel-san                                     | Beelzebub                                                             |
| 2012  | Ixion Saga DT                                               | Erecpyle Dukakis                                                      |
| 2012  | Mobile Suit Gundam AGE                                      | Zeheart Galette                                                       |
| 2012  | Kuroko's Basket                                             | Seijûrô Akashi                                                        |
| 2012  | Shining Hearts ~Shiawase no Pan~                            | Rick, Alvin                                                           |
| 2012  | Shirokuma Café                                              | Penguin                                                               |
| 2012  | Saint Seiya Omega                                           | Shun D'andromède                                                      |
| 2012  | Natsume Yūjin-chō Shi                                       | Takashi Natsume                                                       |
| 2012  | Nisemonogatari                                              | Koyomi Araragi                                                        |
| 2012  | Nekomonogatari                                              | Koyomi Araragi                                                        |
| 2012  | Phi Brain: Puzzle of God                                    | Free Cell                                                             |
| 2012  | Busō Shinki                                                 | Shindō                                                                |
| 2012  | Brave 10                                                    | Rokurō Unno                                                           |
| 2012  | Médaka Box                                                  | Kei Munataka                                                          |
| 2012  | Seven Deadly Sins                                           | Helbram                                                               |
| 2013  | Kuroko's Basket 2                                           | Seijûrô Akashi                                                        |
| 2013  | Otona-jōshi no Anime Time                                   | Mitsuyo Kakuta (épisode : Jinsei Best 10)                             |
| 2013  | Karneval                                                    | Gareki                                                                |
| 2013  | Galilei Donna                                               | Cicinho                                                               |
| 2013  | L'Attaque des Titans                                        | Livaï Ackerman                                                        |
| 2013  | Devil Survivor 2: The Animation                             | Hibiki Kuze                                                           |
| 2013  | Hakkenden: Eight Dogs of the East                           | Riō Satomi                                                            |
| 2013  | Hakkenden: Eight Dogs of the East Saison 2                  | Riō Satomi                                                            |
| 2013  | Phi Brain: Puzzle of God Saison 3                           | Free Cell                                                             |
| 2013  | Brothers Conflict                                           | Juli                                                                  |
| 2013  | Maoyū Maō Yūsha                                             | Jeune marchand (Alliance des Marchands)                               |
| 2013  | Makai Ouji: Devils and Realist                              | Michael                                                               |
| 2013  | Monogatari Series Saison 2                                  | Koyomi Araragi                                                        |
| 2013  | Yondemasuyo, Azazel-san Z                                   | Beelzebub                                                             |
| 2013  | Ace of Diamond                                              | Sanada Shunpei                                                        |
| 2013  | Lupin Sansei Princess of the Breez ~Kakusareta Kūchū Toshi~ | Shion Adel Bikrobut                                                   |
| 2013  | Devils and Realist                                          | Eden                                                                  |
| 2014  | Wooser's Hand-to-Mouth Life                                 | Darth Wooser                                                          |
| 2014  | Kamigami no Asobi                                           | Balder Huringhorni                                                    |
| 2014  | Captain Earth                                               | Arashi Teppei                                                         |
| 2014  | Hamatora the animation                                      | Art                                                                   |
| 2014  | Noragami                                                    | Yato                                                                  |
| 2014  | Expelled from Paradise                                      | Frontier Setter                                                       |
| 2014  | Fate/stay night                                             | Matou Shinji                                                          |
| 2014  | Haikyū!!                                                    | Ittetsu Takeda                                                        |
| 2014  | Seven Deadly Sins                                           | Helbram                                                               |
| 2014  | Sword Art Online II                                         | Zexceed                                                               |
| 2014  | Prison School                                               | Kiyoshi                                                               |
| 2015  | Kuroko's Basket 3                                           | Seijûrô Akashi                                                        |
| 2015  | Durarara!!                                                  | Izaya Orihara                                                         |
| 2015  | One Piece                                                   | Trafalgar Law                                                         |
| 2015  | Osomatsu-san                                                | Choromatsu Matsuno                                                    |
| 2015  | Noragami Aragoto                                            | Yato                                                                  |
| 2015  | Cute High Earth Defense Club Love!                          | Kinshiro Kusatsu                                                      |
| 2016  | Servamp                                                     | Kamiya Tsurugi                                                        |
| 2016  | Haikyū!!                                                    | Ittetsu Takeda                                                        |
| 2016  | Bungo Stray Dogs                                            | Edogawa Ranpo                                                         |
| 2016  | Durarara!!                                                  | Izaya Orihara                                                         |
| 2016  | Osomatsu-san Special                                        | Choromatsu Matsuno                                                    |
| 2016  | Saiki Kusuo no Ψ nan                                        | Kusuo Saiki                                                           |
| 2017  | L'Attaque des Titans (saison 2)                             | Livaï Ackerman                                                        |
| 2017  | elDLIVE                                                     | Vega                                                                  |
| 2017  | Inazuma Eleven: Ares no Tenbin                              | Ryouhei Haizaki                                                       |
| 2017  | Les Enfants de la baleine                                   | Shuan                                                                 |
| 2017  | Owarimonogatari Ge                                          | Koyomi Araragi                                                        |
| 2018  | L'Attaque des Titans (saison 3)                             | Livaï Ackerman                                                        |
| 2019  | Carole and Tuesday                                          | Tao                                                                   |
| 2020  | L'Attaque des Titans (saison 4)                             | Livaï Ackerman                                                        |
| 2021  | Fruits Basket (saison 3)                                    | God of Zodiac                                                         |
| 2021  | Uramichi Oniisan                                            | Uramichi Omota                                                        |
| 2022  | Dragon Ball Super: Super Hero                               | Gamma 1                                                               |
| 2022  | Blue Lock                                                   | Jinpachi Ego                                                          |
| 2022  | Urusei Yatsura (2022)                                       | Ataru Moroboshi                                                       |
| 2022  | L'Attaque des Titans (saison 4 partie 2)                    | Livaï Ackerman                                                        |
| 2023  | L'Attaque des Titans (saison 4 partie 3, SP1 et SP2)        | Livaï Ackerman                                                        |

### Tokusatsu
| Year | Title                                                                     | Role                                                                      | Notes                                 |
| ---- | ------------------------------------------------------------------------- | ------------------------------------------------------------------------- | ------------------------------------- |
| 1999 | Booska! Booska!!                                                          | Refrigerator                                                              | Ép. 8                                 |
| 2001 | Ultraman Gaia : Gaia Again                                                | PAL                                                                       | Original Drama                        |
| 2005 | Kamen Rider THE FIRST                                                     | Radio DJ                                                                  | Film                                  |
| 2008 | Adieu Kamen Rider Den-O, le film : Final Countdown                        | Ghost Imagin/G-Ryotaro/Kamen Rider Yuuki                                  | Film                                  |
| 2009 | Kamen Rider Dragon Knight                                                 | Chris Ramirez/Kamen Rider Sting                                           | Doublage japonais de Michael Cardelle |
| 2010 | Ultraman Zero The Movie: Super Deciding Fight! The Belial Galactic Empire | Jean-bird/Jean-bot                                                        | Film                                  |
| 2011 | Ultraman Zero Side Story: Killer the Beatstar                             | Jean-bot                                                                  | Original Drama                        |
| 2013 | Ultra Zero Fight Season 2                                                 | Jean-bot                                                                  |                                       |
| 2014 | Heisei Rider vs. Shōwa Rider: Kamen Rider Taisen feat. Super Sentai       | Kamen Rider 2, Kamen Rider Super-1, Kamen Rider BLACK, Kamen Rider Kabuto | Film                                  |
| 2016 | Drive Saga, Drama CD : Narration d'une rêverie de Kamen Rider Mach        | Mach Driver Honoo, Hypnos                                                 | Audiodrama                            |
| 2017 | Uchū Sentai Kyuranger                                                     | Shou Ronpo/Ryū Violet/Ryū Commander, Ryū Voyager                          |                                       |
| 2017 | Uchū Sentai Kyuranger                                                     | Figurants (voix)                                                          | Ép. 18                                |
| 2017 | Kamen Rider × Super Sentai : Ultra Super Hero Taisen                      | Shou Ronpo                                                                | Film                                  |
| 2017 | Uchū Sentai Kyuranger, THE MOVIE : Geth Indaver contre-attaque            | Shou Ronpo/Ryū Commander                                                  | Film                                  |
| 2017 | Uchū Sentai Kyuranger : Episode of Stinger                                | Shou Ronpo                                                                | V-Cinema                              |
| 2018 | Uchū Sentai Kyuranger VS Space Squad                                      | Shou Ronpo, client                                                        | V-Cinext                              |
| 2019 | Lupinranger VS Patranger VS Kyuranger                                     | Shou Ronpo/Ryū Commander                                                  | V-Cinext                              |
| 2021 | Saber + Zenkaiger : Superhero Senki                                       | Shou Ronpo/Ryū Commander                                                  | Film                                  |
| 2021 | Yodonna                                                                   | Mose                                                                      | Original Drama                        |
| 2022 | Kamen Rider Revice                                                        | Hiroshi Kamiya (lui-même)                                                 | Ép. 30, apparition à l'écran          |
| 2022 | Kamen Rider Geats × Revice : MOVIE Battle Royale                          | Izangi                                                                    | Film                                  |
| 2024 | Bakuage Sentai Boonboomger                                                | MadRex, Hashiri-chien, MadRex Fury                                        |                                       |

### OAV
| Année | OAV                                           | Rôle                       |
| ----- | --------------------------------------------- | -------------------------- |
| 1996  | 7Slayers Special                              | Garçon                     |
| 1997  | Magical Girl Pretty Sammy                     | Makoto Mizushina           |
| 1997  | Psycho Diver: Soul Siren                      |                            |
| 1999  | Melty Lancer                                  | Rufus                      |
| 2002  | I'll                                          | Hiiragi Hitonari           |
| 2002  | Ultra maniac                                  | Tetsushi Kaji              |
| 2003  | Saint Seiya : Chapitre Hadès - Arc Sanctuaire | Lyra Orphee                |
| 2005  | Iriya no sora, UFO no natsu                   | Kunihiro Suizenji          |
| 2006  | Gundam SEED C.E.73 Stargazer                  | Shams Couza (épisodes 1-2) |
| 2009  | Saint Seiya: The Lost Canvas                  | Pisces Albafica            |
| 2017  | Kuroko's Basket : Last Game                   | Seijûrô Akashi             |

### Jeu vidéo
- .hack//G.U. : Commentateur
- Black Rock Shooter : LLWO (Ririo)
- Black/Matrix AD (Advanced) : Abel
- Black/Matrix 2 : Reiji
- Brothers Conflict: Passion Pink : Juli
- Castlevania: Lament of Innocence : Joachim Armster
- Castlevania Judgment : Aeon
- Dragon Quest Heroes : Terry
- Dragon Quest Heroes II : Terry
- Dragon Quest Treasures : Amiral Mogsworth, monstres[3]
- Fate/Extra : Shinji Matō
- Fate/stay night Réalta Nua : Shinji Matō
- Fate/tiger colosseum : Shinji Matō[4]
- Favorite Dear : Ryudrall Allgreen
- Final Fantasy Type-0 : Machina Kunagiri
- Final Fantasy X : Gatta, autres personnages mineurs
- Final Promise Story : Wolf
- Fire Emblem Echoes: Shadows of Valentia : Clive
- Fire Emblem Heroes : Clive
- Genshin Impact : Neuvillette
- Genso Suikoden: Tsumugareshi Hyakunen no Toki : Protagoniste
- Granblue Fantasy : Levi
- Granblue Fantasy: Relink : Rolan[5]
- Gum Kare! : Cool Ibuki
- Identity V : Joseph Desaulniers
- JoJo's Bizarre Adventure: All Star Battle : Rohan Kishibe
- JoJo's Bizarre Adventure: Eyes of Heaven : Rohan Kishibe
- Kamigami no Asobi: Ludere Deorum : Balder Hringhorni
- Kessen III : Azai Nagamasa
- Kuroko's Basketball Game of Miracles : Akashi Seijūrō
- Langrisser IV : McClaine
- Langrisser V : McClaine
- Last Ranker : Zig
- Macross Ace Frontier : Michael Blanc
- Mobile Suit Gundam 00 : Tieria Erde
- Mobile Suit Gundam 00: Gundam Meisters : Tieria Erde
- Monochrome Factor Cross Road : Kengo Asamura
- Moshimo Ashita ga Hare Naraba : Kazuki Hatoba
- Onmyōji : Taishakuten
- Poison Pink : Orifen
- Saint Seiya Omega: Ultimate Cosmo : Andromeda Shun
- Samurai Warriors : Azai Nagamasa
- Shin Megami Tensei IV : Jonathan et Kiyoharu
- Shining Force EXA : Phillip
- Shining Blade : Rick
- Shining Hearts : Rick, Fried Karim
- Shining Wind : Shumari
- Shining Resonance Refrain : Jinas
- Starry Sky : Ryunosuke Miyaji
- Steal! : Kiryu Takayuki
- Street Gears : Rookie
- Super Robot Taisen OG Saga: Masou Kishin II Revelation of Evil God : Eran Xenosakis
- Série Super Robot Wars : Tieria Erde, Mikhail "Michel" Blanc
- Tales of Hearts : Chalcedony Arcome
- Tales of Hearts R : Chalcedony Arcome
- Togainu no Chi : Yukihito
- Tokyo Babel : Setsuna Tendō
- Valkyrie Profile 2: Silmeria : Dallas, Kraad, Roland, Seluvia, Xehnon et Masato
- Valkyria Chronicles II : Zeri
- VitaminZ : Ruriya Tendo
- Warriors Orochi : Azai Nagamasa
- Xenosaga (I, II et III) : Canaan

## Radio

### Animateur principal
- Tōei Kōnin Kenichi Suzumura - Hiroshi Kamiya no Hanmen Radio-Ranger (東映公認 鈴村健一・神谷浩史の仮面ラジレンジャー) : co-animation avec Ken'ichi Suzumura, diffusée sur Nippon Cultural Broadcasting (5 octobre 2012 -)
- Hiroshi Kamiya - Daisuke Ono: DearGirl〜Stories〜 (神谷浩史・小野大輔のDearGirl〜Stories〜) : co-animation avec Daisuke Ono, diffusée sur Nippon Cultural Broadcasting et Radio Osaka (Avril 2007 - ）
- Sayonara Zetsubō Broadcasting (さよなら絶望放送) : émission basée sur le manga Sayonara Monsieur Désespoir, co-animation avec Ryōko Shintani, diffusée sur Animeito TV (アニメイトTV) (28 août 2007 - 31 août 2011)
- Sayonara Zetsubō Mobile Phone Broadcasting (さよなら絶望放送携帯版) : émission basée sur Sayonara Monsieur Désespoir, diffusée sur Animeito Mobile (4 septembre 2007 - 31 août 2011)
- Macros F○☆△ (マクロスF○☆△) : émission basée sur le manga Macross Frontier, co-animation avec Yūichi Nakamura et Megumi Nakajima, diffusée sur MBS Radio et Nippon Cultural Broadcasting (4 avril 2008 - 1er avril 2011)
- Valkyria Chronicles 2 - Lanseal-kō Hōsō-bu (戦場のヴァルキュリア2 ランシール校放送部) : émission basée sur le jeu vidéo Valkyria Chronicles II, co-animation avec Hiroyuki Yoshino, diffusée sur Animeito TV (アニメイトTV) (24 décembre 2009 -19 mai 2010)
- Radio Natsume Tomodachi Chō〜Aki no Shō〜 (ラジオ 夏目友人帳 〜秋ノ章〜): émission basée sur le manga Le Pacte des Yōkai, co-animation avec Hisayoshi Suganuma, diffusée sur Onsen Internet Radio Onsen Internet Radio (音泉インターネットラジオ) (émissions au numéro pair, 8 octobre 2008 - 31 decembre 2008)
- Shūei Gakuen Internet Radio Station Bunkō Otome Kenkyū-bu (集英学園インターネットラジオステーション分校乙女研究部) : co-animation avec Hayato Ito, diffusée sur Onsen Internet Radio Onsen Internet Radio (音泉インターネットラジオ) (10 mars 2005 - 14 avril 2005)
- Voice of Wonderland : diffusée sur Japan_FM_Network JFN (1996 - 1999)

### Animateur ponctuel
- Oshaberi Yattemaaasu (émission du jeudi) (おしゃべりやってまーす) : co-animations régulières, diffusée sur K'z Station (Janvier 2007 -)
- Karneval Radio (カーニヴァルRadio) : émission basée sur le manga Karneval, co-animation avec Hiro Shimono, diffusée sur Animeito TV (アニメイトTV) (Emission spéciale, 25 janvier 2013)
- Sunradio Residence (ンラジオ・レジデンス) : émission basée sur le manga Brothers Conflict, co-animation avec Kōsuke Toriumi, Tomoaki Maeno et Daisuke Ono, diffusée sur Animeito TV (アニメイトTV) (22 novembre 2012)
- Radio Sekai Fushigi Hakkenden! (ラジオ世界ふしぎ八犬伝！) : émission basée sur le manga Hakkenden: Eight Dogs of the East, diffusée sur le site internet officiel et sur Animeito TV (アニメイトTV) (19 avril 2013)
- Say! You Young par Kamiya Hiroshi (神谷浩史のSay!You Young) : diffusée sur Chō!A&G (超!A&G+) (9 avril 2010 et 6 avril 2011)
- All Night Nippon Mobile par Hiroshi Kamiya (神谷浩史のオールナイトニッポンモバイル) : diffusée sur Nippon Broadcasting System (28 avril 2010)
- All Night Nippon R par Hiroshi Kamiya (神谷浩史のオールナイトニッポンR) : diffusée sur Nippon Broadcasting System (16 avril 2010)
  - Itoshiki nozomu All Night Nippon R (糸色望のオールナイトニッポンR) : co-animation avec Ryōko Shintani, diffusée sur Nippon Broadcasting System (14 octobre 2011)

## Discographie

### Carrière solo

#### Singles
|     | Date de sortie   | Titre                                             | Classement (ORICON) |
| --- | ---------------- | ------------------------------------------------- | ------------------- |
| 1er | 15 décembre 2010 | For Myself (For Myself)                           | 6e                  |
| 2e  | 6 avril 2011     | Niji-iro Chōchō (虹色蝶々)                        | 9e                  |
| 3e  | 31 octobre 2012  | Such a beautiful Affair (Such a buautiful Affair) | 5e                  |
| 4e  | 29 janvier 2014  | Start Agan (START AGAIN)                          | 10e                 |

#### Albums

##### Double albums
|     | Date de sortie   | Titre                | Classement (ORICON) |
| --- | ---------------- | -------------------- | ------------------- |
| 1er | 14 décembre 2011 | Hare-zora (ハレゾラ) | 7e                  |

##### Mini-albums
|     | Date de sortie | Titre                 | Classement (ORICON) |
| --- | -------------- | --------------------- | ------------------- |
| 1er | 26 août 2009   | Hare no Hi (ハレノヒ) | 9e                  |
| 2e  | 10 avril 2013  | Hare-iro (ハレイロ)   | 5e                  |

### Duos

#### KAmiYU
KAmiYU est composé de Hiroshi Kamiya et Miyu Irino et s'est formé en 2010. Le single Reason fait office de générique de fin de l'anime Karneval (2010). Le morceau My Proud, my Play! est la chanson titre de l'anime Model Suit Gunpla Builders Beginning G (2013).

#### Singles
- Kokoro no Tobira (心の扉) (2010)
- Reason (2013)

##### Mini albums
- Link up (2011)
- Road to Wonderland (2013)

#### Hiroshi Kamiya+Daisuke Ono
Ce duo composé de Hiroshi Kamiya et Daisuke Ono est formé à l'origine pour l'émission de radio Dear Girl~Stories~ diffusée sur Nippon Cultural Broadcasting depuis 2007.

##### Singles & Maxi singles
|     | Date de sortie    | Titre                                            | Type        |
| --- | ----------------- | ------------------------------------------------ | ----------- |
| 1er | 19 décembre 2007  | My Dear Girl! (My Dear Girl!)                    | Single      |
| 2e  | 24 février 2010   | Netsu Ai SOS (熱愛S・O・S)                       | Single      |
| 3e  | 29 septembre 2010 | Dear Girl wa nemuranai (Dear Girlは眠らない)     | Single      |
| 4e  | 2 novembre 2011   | Smiley Time (Smiley Time)                        | Single      |
| 5e  | 21 décembre 2012  | Bokutachi dake no Monogatari（僕たちだけの物語） | Maxi single |
| 6e  | 20 novembre 2013  | Glow My Way (Glow My Way)                        | Single      |

##### Mini Albums & Albums
|     | Date de sortie   | Titre                                  | Type       |
| --- | ---------------- | -------------------------------------- | ---------- |
| 1er | 19 decembre 2007 | Dear Girl~Stories~ (Dear Girl~Stories) | Mini-album |
| 2e  | 6 avril 2011     | Stories (Stories)                      | Album      |

## Récompenses
Il a remporté les prix suivants :
- 2016 : Seiyū le plus populaire (10e cérémonie des Seiyū)
- 2015 : Seiyū le plus populaire et Meilleure personnalité (9e cérémonie des Seiyū)
- 2014 : Seiyū le plus populaire (8e cérémonie des Seiyū)
- 2013 : Seiyū le plus populaire (7e cérémonie des Seiyū)
- 2012 : Seiyū le plus populaire (6e cérémonie des Seiyū)
- 2010 : Meilleur seiyū pour le rôle de Koyomi Araragi dans l'anime Bakemonogatari (Tokyo International Anime Fair)
- 2009 : Meilleur acteur principal et Meilleure personnalité (3e cérémonie des Seiyū)
- 2008 : Meilleur acteur de soutien (2e cérémonie des Seiyū)